# Monilinia cassiopes
Monilinia cassiopes är en svampart som tillhör divisionen sporsäcksvampar, och som först beskrevs av Emil Rostrup, och fick sitt nu gällande namn av Lennart Holm. Monilinia cassiopes ingår i släktet Monilinia, och familjen Sclerotiniaceae. Arten är reproducerande i Sverige.